# Ali Hatami
Ali Hatami (en farsi علی حاتمی Teherán, 14 de agosto de 1944 – Ibídem, 7 de diciembre de 1996) fue un director, guionista, director artístico y diseñador de vestuario iraní. El diario Tehran Times lo nombró "el Hafez de Shiraz del cine iraní debido al ambiente poético de sus producciones cinematográficas".

## Biografía

### Carrera
Hatami se graduó en el Colegio de Artes Dramáticas en Irán y más tarde inició su carrera profesional como escritor de guiones. Hizo su debut como director de cine con Hasan Kachal (Hasan el calvo) en 1970, producción que se convirtió en la primera película musical en la historia del cine iraní. Escribió y dirigió varias películas enfocadas principalmente en la cultura de Irán, entre las que destacan Hajji Washington (1982), Kamalolmolk (1984) y Love Stricken (1992). La publicación The Tehran Times se ha referido a él como "el Hafez de Shiraz del cine iraní debido al ambiente poético de sus producciones cinematográficas".
Hatami también dirigió algunas series de televisión, estableciendo un pequeño terreno en el que grabó varias producciones de corte histórico, el cual utilizó para producir la exitosa serie Hezar Dastan (1978 a 1987). En 2006, Hezar Dastan fue votada por la Asociación de Críticos de Cine y Televisión de Irán como la mejor serie de televisión iraní de todos los tiempos.
Aunque sus películas no atrajeron la atención internacional, el público iraní lo elogió por su trabajo. Para sus propias películas, a menudo se desempeñaba como director de arte y diseñador de vestuario. Fue honrado en 2017 como la imagen del póster oficial del Festival Internacional de Cine de Fajr en su edición número 35.

### Fallecimiento
La última película de Hatami quedó incompleta debido a su muerte por cáncer, el 7 de diciembre de 1996, en su natal Teherán.

## Plano personal
Estuvo casado con la actriz iraní Zari Khoshkam. Su hija, Leila Hatami, también actriz, protagonizó la película ganadora del Premio Óscar Yodaí-e Nader az Simín.

## Filmografía

### Cine
- Hasan Kachal (1970)
- Wood Pigeon (1970)
- Baba Shamal (1971)
- Sattar Khan (1972)
- Ghalandar (1972)
- Khastegar (1972)
- Sooteh-Delan (1978)
- Hajji Washington (1982)
- Kamalolmolk (1984)
- Jafar khan az farang Bargashteh (1984)
- Mother (1991)
- Del Shodegan (1992)
- Komiteh Mojazat (1997)
- Takhti (1997)
- Tehran Roozegare No (2008)

### Televisión
- Rumi Story (1972)
- Soltan-e Sahebgharan (1974)
- Hezar Dastan (1978–1987)